# Paulinho Assunção
Vicente de Paula Assunção (São Gotardo, 21 de julho de 1951) é um poeta, ficcionista e jornalista brasileiro. 

## Biografia
Paulinho Assunção foi membro da comissão de redação do Suplemento Literário de Minas Gerais no começo dos anos 80, como parte da equipe coordenada pelo escritor Murilo Rubião, e redator na assessoria de imprensa do Palácio das Artes de 1976 a 1987. Em 1976, fez parte da equipe do jornal Movimento na sucursal de Belo Horizonte, uma das principais publicações de resistência à ditadura militar. 
Viveu em Córdoba, Argentina, em 1973, Lima, no Peru, em 1975, e Riverside, Estados Unidos, em 2001. Na Argentina, onde chegou no mês de março de 1973, assistiu à eleição e posse de Héctor Cámpora e à volta de Perón. Permaneceu no país até dezembro daquele ano, retornando ao Brasil por terra, de carona. No Peru, presenciou a queda, por golpe militar, de Velasco Alvarado, e a tomada do poder por Francisco Morales Bermúdez. E morava nos Estados Unidos quando ocorreu o ataque ao World Trade Center, em 11 de setembro.
Também compositor, entre as suas diversas parcerias musicais, Paulinho Assunção é autor, junto com Leri Faria Jr., de Jequitinhonha, música gravada por Consuelo de Paula, Paulinho Pedra Azul e pelo próprio Leri.
Publicou o seu primeiro livro Cantigas de amor & outras geografias, de poesia, em 1980, muito embora já colaborasse na imprensa de Minas Gerais desde 1975. A este primeiro livro, seguiram-se:
- A sagrada blasfêmia dos bares, 1981, de poesia, publicado pela Editora Civilização Brasileira, RJ;

- Diário do mudo, 1984, também de poesia, vencedor em 1983 do Prêmio Nacional Cidade de Belo Horizonte, da Prefeitura da capital mineira.

A partir de 1987, Assunção dedica-se integralmente ao jornalismo, primeiro no jornal Diário de Minas, e, em 1989, na sucursal de Minas Gerais da Agência Estado (O Estado de S. Paulo e Jornal da Tarde), onde permanece até 1995. 
Logo retorna à literatura e, em 1998, ganha o Prêmio Minas de Cultura (Guimarães Rosa) com o livro de contos Pequeno tratado sobre as ilusões, publicado em Portugal, em 2003, pela editora Campo das Letras, do Porto. Naquele mesmo ano começa as suas experiências com livros artesanais, pelo selo Edições 2 Luas, minieditora que Paulinho Assunção classifica como "a menor editora do mundo". Esses pequenos livros, todos feitos à mão, um a um, mediante os instrumentos mais rudimentares, já somam duas dezenas de títulos, com seus textos sempre experimentais, a meio caminho entre a prosa e a poesia. 
Em 2005, foi um dos três autores brasileiros convidados (junto com Luís Fernando Veríssimo e Luiz Antônio de Assis Brasil) para o encontro de escritores de expressão ibérica Correntes D´Escritas, realizado anualmente em fevereiro na Póvoa de Varzim, Portugal. No encontro, apresentou o livro Os olhos do homem que chorava no rio, de Manuel Jorge Marmelo e Ana Paula Tavares, livro escrito a partir de um texto que Paulinho Assunção criou em seu blogue, dentro de uma série de livros imaginários. 
Em 2010, seu livro infantojuvenil O nome do filme é Amazônia, publicado pela Editora Dimensão, ficou entre os finalistas do Prêmio Jabuti e, em 2011, foi também selecionado para o Programa Nacional Biblioteca da Escola, o PNBE 2012. Também em 2010, o autor foi contemplado pela Bolsa Funarte de Criação Literária para escrever o romance A conversa dos livros na biblioteca do mágico.
Paulinho Assunção vive em Belo Horizonte, dedicando-se à escrita, ao trabalho de redator e revisor de textos para terceiros e à produção dos livros artesanais. Fragmentos de seus textos podem ser lidos em diversos blogues.

## Livros publicados
- Cantigas de Amor & Outras Geografias — 1980, Poesia, Coordenadoria de Cultura do Estado de Minas Gerais;
- A Sagrada Blasfêmia dos Bares — 1981, Poesia, Editora Civilização Brasileira, Rio de Janeiro;
- Diário do Mudo — 1984, Poesia, Prêmio Nacional Cidade de Belo Horizonte, de 1983;
- Escreventes — 1998, Poesia, Edições 2 Luas, Belo Horizonte;
- Saberes — 1999, Poesia, Edições 2 Luas, Belo Horizonte;
- Livro de Recados (de menina para menina) — 2000, infantojuvenil, Editora Dimensão, Belo Horizonte, um dos cinco livros selecionados pela Fundação Nacional do Livro Infantil e Juvenil para representar o Brasil na Feira de Bolonha, na Itália;
- Namor – Imaginações para namorados — 2000, Poesia, Edições 2 Luas, Belo Horizonte;
- Outras Águas — 2001, Poesia, Edições 2 Luas, Belo Horizonte;
- A Flauta e o Automóvel — 2003, Poesia, Edições 2 Luas, Belo Horizonte;
- Kafka em Belo Horizonte — 2003, Poesia, Edições 2 Luas, Belo Horizonte;
- Pequeno Tratado Sobre as Ilusões — 2003, Contos, Editora Campo das Letras, Porto, Portugal. Este livro recebeu em 1998 o prêmio Minas de Cultura na categoria contos (Guimarães Rosa), promovido pela Secretaria de Estado da Cultura de Minas Gerais e Universidade Federal de Minas Gerais.[3]
- O Hipnotizador — 2008, Novela, Editora Campo das Letras, Porto, Portugal;
- Fritz, Um Quixote Irresistível — 2009, Biografia, Conceito Editorial, Belo Horizonte, perfil biográfico do poeta e ensaísta mineiro Fritz Teixeira de Salles;
- Maletta — 2010, Crônica, Conceito Editorial, Belo Horizonte, Coleção BH—A Cidade de Cada Um, crônica afetiva do Edifício Maletta;
- O Nome do Filme é Amazônia — 2010, Infantojuvenil, Editora Dimensão, Belo Horizonte, livro finalista no Prêmio Jabuti de 2010;
- Bilhetes Viajantes — 2012, Infantojuvenil, Editora Dimensão, Belo Horizonte;
- Verbetes para um Dicionário Afetivo — 2015, Co-autoria, Editora Caminho, Portugal.

## Participação em antologias
- Carne Viva — 1ª Antologia Brasileira de Poemas Eróticos — 1984, Organização de Olga Savary, Editora Anima, Rio de Janeiro;
- Belo Horizonte Ontem e Hoje — Poesia, 1995, Edição limitada, com publicação da Prefeitura de Belo Horizonte;
- Pensar Brasil — Organização de Clara Arreguy — 2000, História, Editora C/Arte- Jornal Estado de Minas, Belo Horizonte;
- 69/2 Contos Eróticos — 2006, Contos, Editora Leitura, Belo Horizonte, org. Ronald de Claver;
- O Melhor da Poesia Brasileira – Minas Gerais — Poesia, Organização de Sérgio Alves Peixoto e apresentação de Gilberto Mendonça Telles, 2002, Editora Sucesso Pocket, Joinville, Santa Catarina.
- Um Poema Para Fiama — 2007, Poesia, Editora Labirinto, Lisboa, Portugal, em homenagem a Fiama Hasse Pais Brandão;
- Histórias em Língua Portuguesa — 2007, Contos, Editora Ambar, Porto, Portugal, reunindo autores como Ondjaki, Germano Almeida, Tabajara Ruas, João Paulo Borges Coelho e Filomena Marona Beja;
- Os Dias do Amor (Um Poema para cada dia do ano) — 2009, Poesia, Ministério dos Livros Editores, Lisboa, Portugal;
- Hotel Ver Mar — 2009, Poesia, TFM Frankfurt/M, Frankfurt, Alemanha, edição bilíngue, reunindo autores de Angola, Brasil, Galícia, Guiné-Bissau, Moçambique, Portugal e São Tomé e Príncipe;